# Saragossa
Saragossa (spanisch und aragonesisch Zaragoza [θaɾaˈɣoθa]) ist die 686.986 Einwohnern (Stand: 2024) zählende Hauptstadt der spanischen Autonomen Gemeinschaft Aragonien sowie der Provinz Saragossa. Das Wahrzeichen der Stadt ist die Basílica del Pilar. In Saragossa fand die Expo 2008 statt.

## Lage und Klima

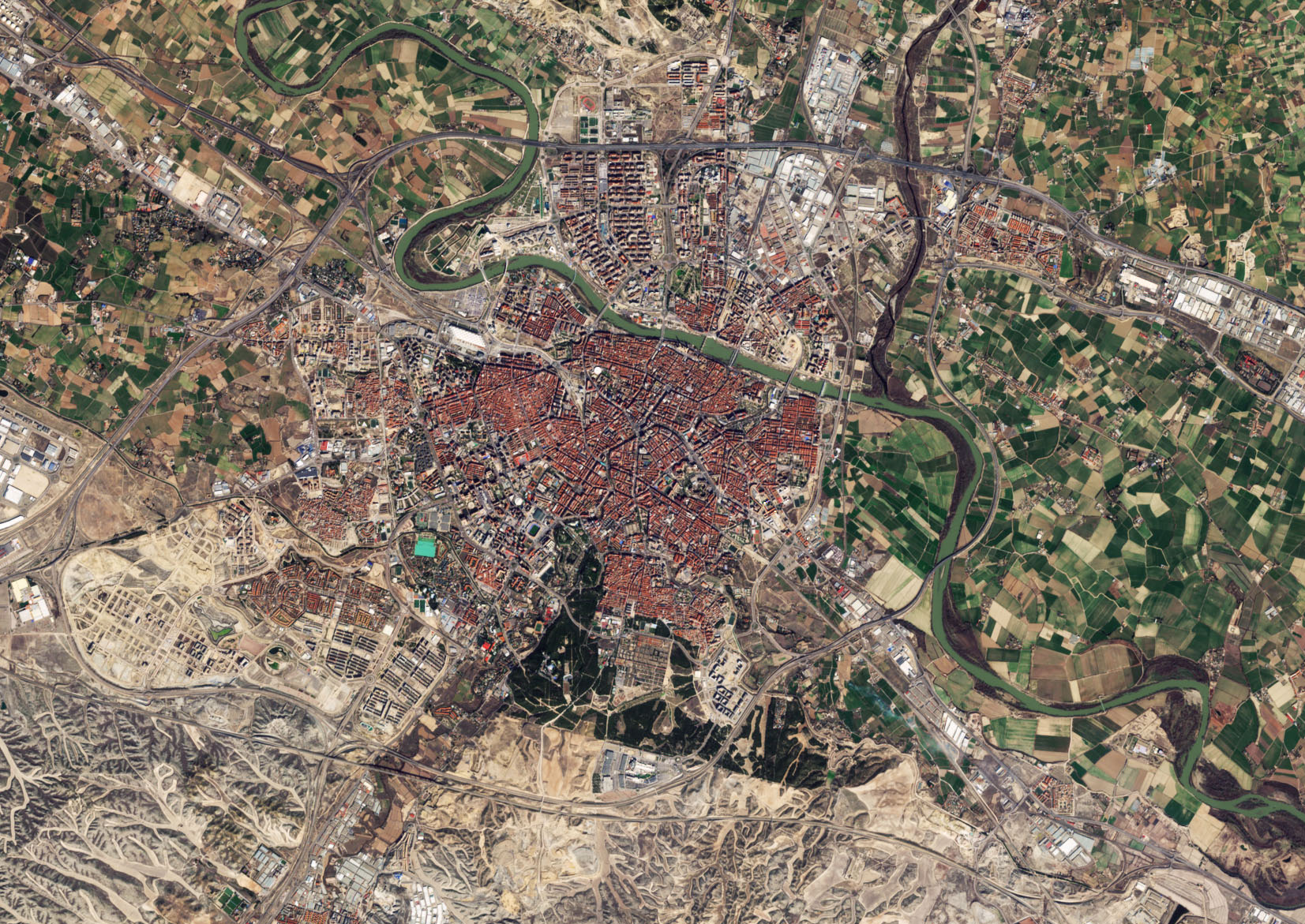
Satellitenbild

Die Großstadt Saragossa liegt an der Einmündung des Río Huerva in den Ebro auf rund 240 m Höhe. Das Klima ist gemäßigt bis warm; Regen (ca. 355 mm/Jahr) fällt übers Jahr verteilt.
|                       | Jan  | Feb  | Mär  | Apr  | Mai  | Jun  | Jul  | Aug  | Sep  | Okt  | Nov  | Dez  |   |       |
| Mittl. Tagesmax. (°C) | 10,6 | 13,2 | 17,4 | 19,8 | 24,3 | 29,6 | 32,7 | 32,0 | 27,4 | 21,6 | 14,9 | 10,8 | ⌀ | 21,2  |
| Mittl. Tagesmin. (°C) | 2,7  | 3,3  | 5,8  | 7,9  | 11,8 | 15,8 | 18,3 | 18,3 | 15,2 | 11,0 | 6,3  | 3,2  | ⌀ | 10    |
|                       |      |      |      |      |      |      |      |      |      |      |      |      |   |       |
| Niederschlag (mm)     | 21,0 | 21,5 | 19,1 | 39,3 | 43,6 | 26,4 | 17,3 | 16,6 | 29,5 | 36,4 | 29,8 | 21,4 | Σ | 321,9 |
|                       |      |      |      |      |      |      |      |      |      |      |      |      |   |       |
| Regentage (d)         | 7,8  | 6,9  | 6,3  | 8,5  | 9,0  | 6,1  | 4,0  | 3,9  | 5,2  | 8,1  | 8,2  | 9,0  | Σ | 83    |

| 2,7 |

| 3,3 |

| 5,8 |

| 7,9 |

| 11,8 |

| 15,8 |

| 18,3 |

| 18,3 |

| 15,2 |

| 11,0 |

| 6,3 |

| 3,2 |

| 2,7 |

| 3,3 |

| 5,8 |

| 7,9 |

| 11,8 |

| 15,8 |

| 18,3 |

| 18,3 |

| 15,2 |

| 11,0 |

| 6,3 |

| 3,2 |

## Bevölkerungsentwicklung
| Jahr      | 1857   | 1900   | 1950    | 2000    | 2017    | 2021    |
| Einwohner | 63.399 | 99.118 | 264.256 | 604.629 | 664.938 | 675.301 |

Die Mechanisierung der Landwirtschaft, die Aufgabe bäuerlicher Kleinbetriebe und der damit verbundene Verlust von Arbeitsplätzen führten bereits im 19. Jahrhundert zu einem enormen Anstieg der Bevölkerungszahlen.

## Wirtschaft
Wichtigstes Unternehmen für die Wirtschaft Saragossas ist das im November 1982 eröffnete Werk von Opel, das sich 30 Kilometer nordwestlich in Figueruelas befindet. Im Werk der Groupe PSA werden 6500 Mitarbeiter beschäftigt. Um die Fabrik herum, in der die Modelle Opel Corsa, Opel Mokka, Opel Crossland X und Citroën C3 Aircross produziert werden, haben sich zahlreiche Zulieferunternehmen angesiedelt. Daneben sind zwei Werke von BSH Hausgeräte (BSH Electrodomésticos España S.A., Fábrica Montañana/La Cartuja), der Eisenbahnhersteller CAF (Construcciones y Auxiliar de Ferrocarriles), die Papierhersteller SAICA (Sociedad Anónima Industrias Celulosa Aragonesa), ICT Ibérica und Torraspapel sowie der Matratzenhersteller Pikolin, der Schokoladenhersteller Lacasa und Hispano Carrocera (in Kooperation mit Tata Motors) mit wichtigen Produktionsanlagen in und um Saragossa vertreten. 
Im Januar 2021 gingen die Automobilkonzerne Fiat Chrysler Automobiles (FCA) und Groupe PSA in einer Holding zusammen; diese heißt Stellantis.

## Verkehr
Der Flughafen von Saragossa wird unter anderem durch die irische Billigfluggesellschaft Ryanair bedient, die dort eine sogenannte Basis unterhält. Der Flughafen mit dem IATA-Code ZAZ ist der zivile Teil eines Militärflugplatzes, der auch als europäischer Notlandehafen für die Space Shuttles vorgesehen war.
Die Stadt ist einer der wichtigsten Eisenbahnknotenpunkte Spaniens. Sie ist im Eisenbahn-Hochgeschwindigkeitsverkehr an die Strecken Madrid–Barcelona und Saragossa–Huesca angeschlossen. Es fährt hier überwiegend der Velaro E der ICE-3-Gruppe mit 300 km/h. In Reichweite zu Saragossa befinden sich die Provinzhauptstädte Huesca und Teruel.
Zur Expo 2008 wurde in Saragossa ein S-Bahn-artiger Nahverkehr (Trenes de cercanías) eingerichtet, der wie die Fernzüge im Stadtgebiet Saragossas unterirdisch verkehrt, und von Casetas via Hauptbahnhof Delicias und dem ehemaligen Hauptbahnhof El Portillo nach Miraflores im Südosten der Stadt fährt. Seit 2011 wird streckenweise eine Straßenbahn zwischen den Vierteln Actur im Norden und Casablanca im Süden fertiggestellt. Um im Stadtzentrum nicht mit Oberleitungen zu stören, fährt der Zug dort mit Akkus, die an jeder Station für den nächsten Streckenabschnitt wieder aufgeladen werden.

## Geschichte

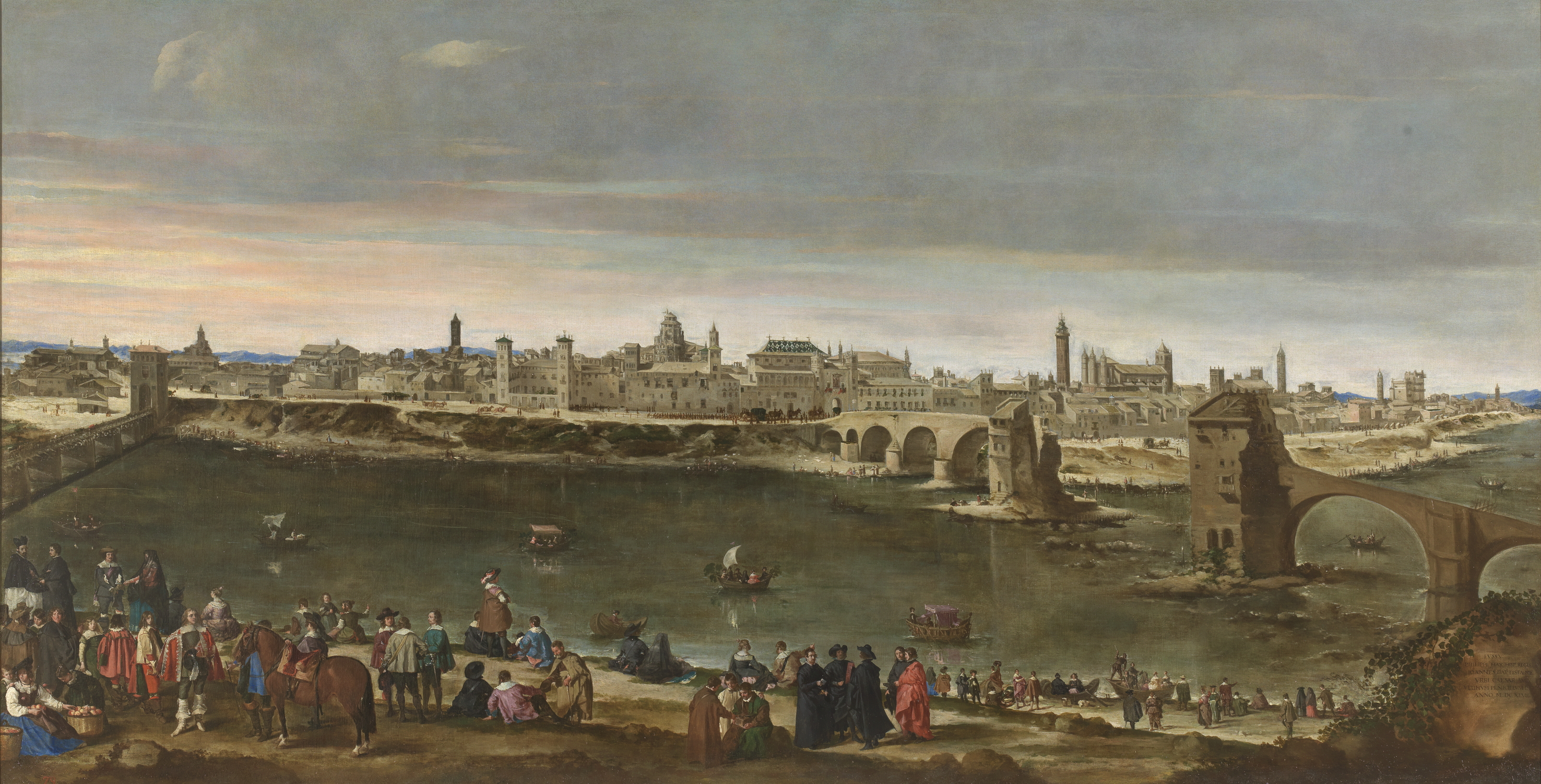
Juan Bautista Martínez del Mazo: Vista de la ciudad de Zaragoza, 1647 (teils Diego Velasquez zugeschrieben; Museo del Prado, Madrid)

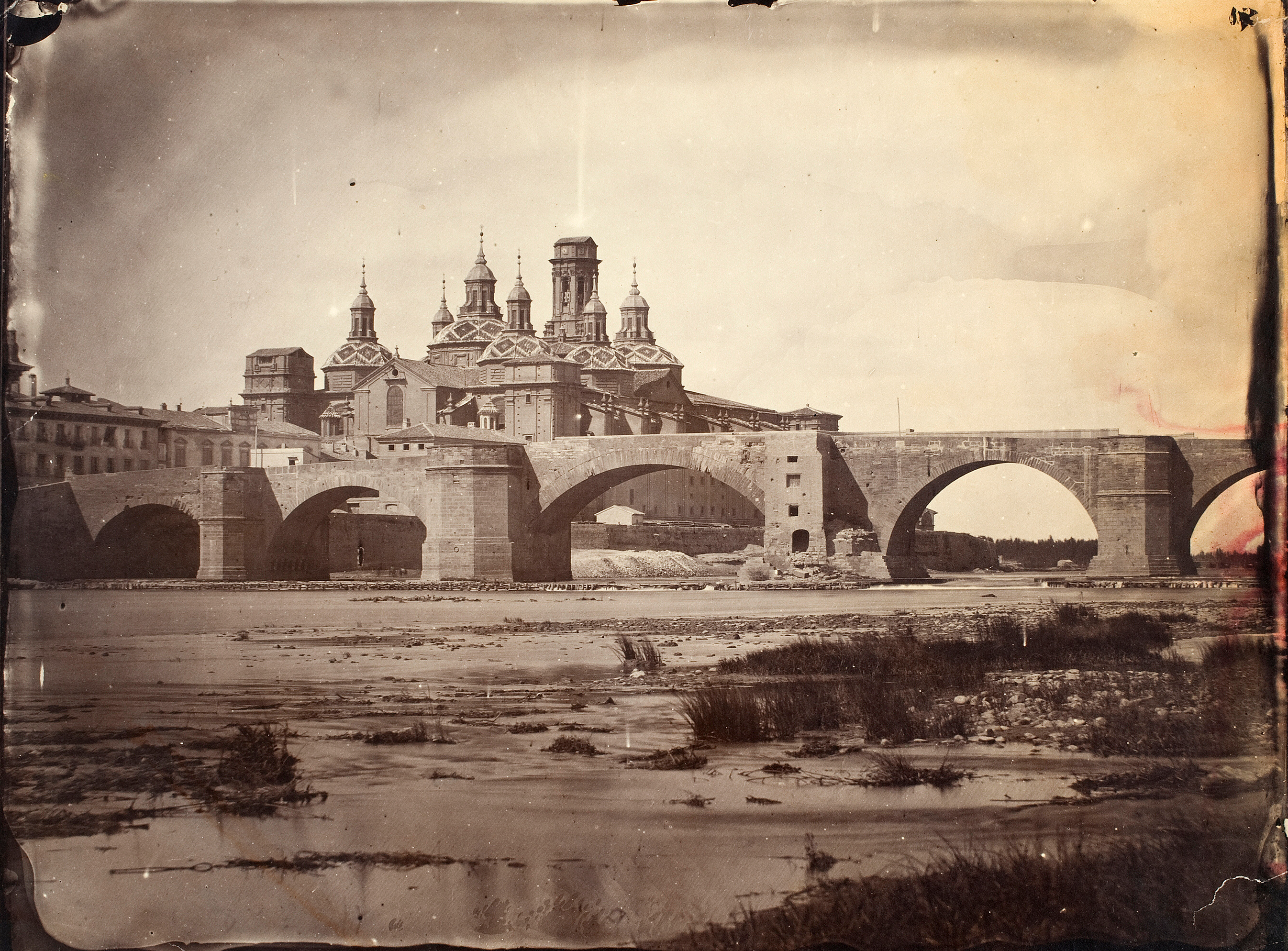
Basílica del Pilar und Puente de Piedra, Photographie, vor 1866

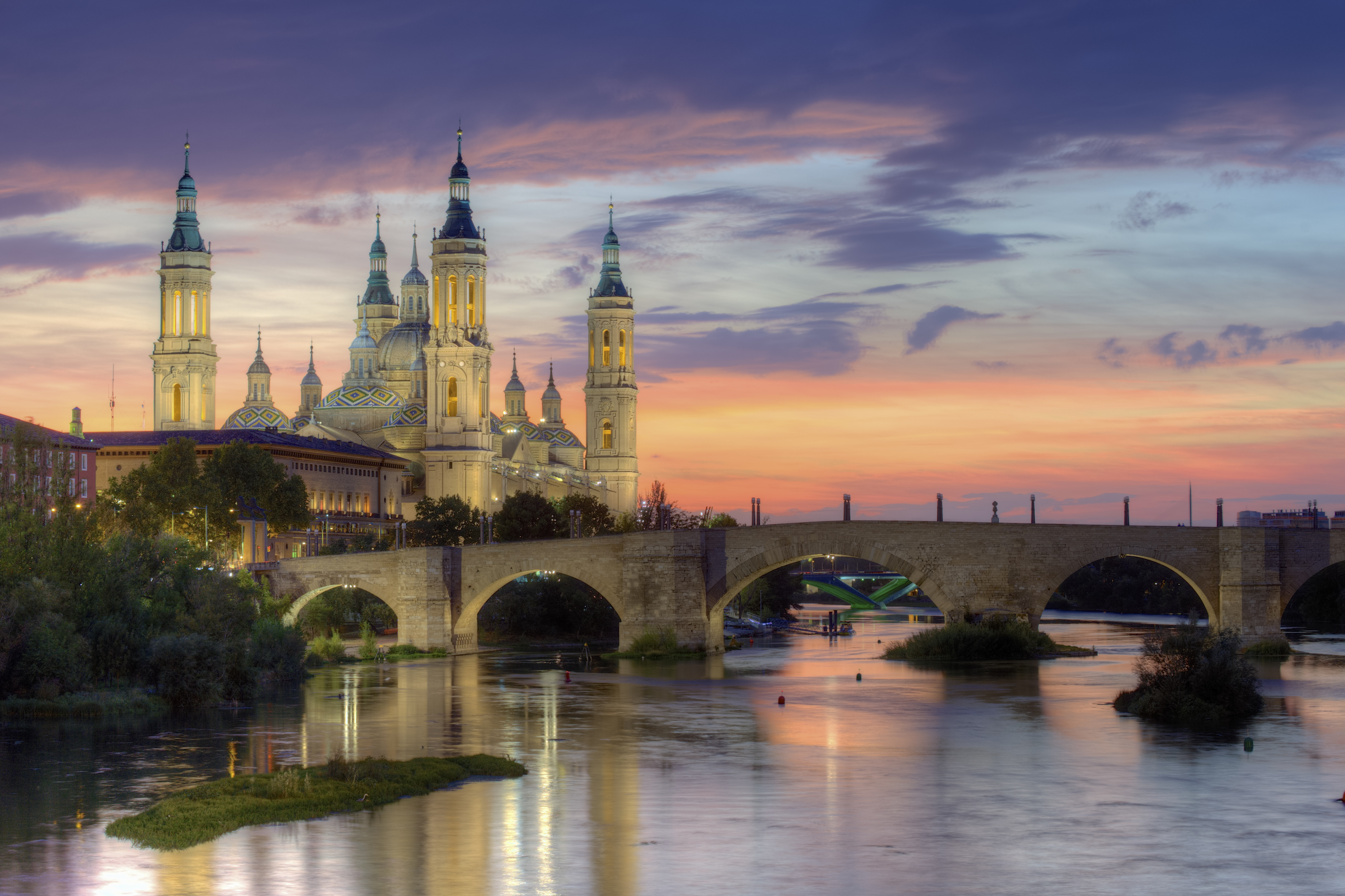
Die drei Wahrzeichen Saragossas: die Basílica del Pilar, der Ebro und die Brücke Puente de Piedra, 2012

Die Stadt wurde zwischen 24 und 12 v. Chr. von den Römern unter dem Namen Colonia Caesaraugusta gegründet. Auf diese lateinische Bezeichnung geht – über die arabische Zwischenstufe Saraqusṭa – der heutige Name Zaragoza zurück. 380 n. Chr. fand die Synode von Saragossa statt.
Von lokaler Bedeutung ist die lex rivi Hiberiensis, die zu Zeiten Hadrians auf dem Gemeindegebiet das Wasserrecht über die Bildung von Wassergenossenschaften regelte.

### Mittelalter
452 wurde die Stadt von germanischen Sueben erobert und 466 von den Westgoten in ihr Reich eingegliedert. 541 fand eine Belagerung durch die Franken statt, die sie aber nicht einnehmen konnten. In der westgotischen Zeit, besonders im 7. Jahrhundert wurde Saragossa durch einige Bischöfe der Stadt, besonders Braulio von Saragossa und Samuel Tajón, zu einem Zentrum der kulturellen Blüte.
Im 8. Jahrhundert gelang nordafrikanischen Muslimen die Eroberung der Stadt. Seither gehörte die Stadt zum Emirat, seit dem 10. Jahrhundert zum Kalifat von Córdoba und war ein Vorposten im Kampf gegen die christlichen Königreiche in Nordspanien. Nach dem Zerfall des Kalifats in die Taifa-Königreiche machten sich die Tudschibiden in der Taifa von Saragossa selbständig, die aber bald von den Hudiden abgelöst wurden. 1110 eroberten die Almoraviden die Stadt, doch bereits 1118 konnte das christliche Königreich Aragón unter Alfonso I. Saragossa von den Muslimen erobern und zur neuen Hauptstadt des Landes erheben. 
1348 erreichte die Pest die Iberische Halbinsel und steigerte die bereits vorhandenen antijüdischen Einstellungen bis zu den sogenannten Pestpogromen an Juden. Calatayud und Saragossa blieben die einzigen Städte Spaniens ohne Pogrome.

### Neuzeit
Während des Unabhängigkeitskrieges gegen Napoleon wurde Saragossa vom 15. Juni bis 13. August 1808 erfolglos belagert. Am 21. Dezember 1808 begann eine erneute Belagerung Saragossas, die am 20. Februar 1809 mit der Kapitulation der Stadt vor den französischen Truppen endete.
Am 19. Juli 1936, zu Beginn des Spanischen Bürgerkrieges, ordnete Miguel Cabanellas, der General-Inspektor der Guardia Civil in Saragossa, die Besetzung der strategisch wichtigen Punkte Saragossas und die Ermordung von 360 Führern der Parteien der Volksfront an. Unter den Liquidierten waren auch der republiktreue General Nuñez de Prado sowie sein Adjutant. Nach dem Eintreffen von 1200 Requetés aus Pamplona besetzten die Nationalisten benachbarte Städte, in denen sie noch nicht obsiegt hatten. Danach versuchten die Republikaner, Saragossa wieder einzunehmen. Am 23. Juli 1936 brachen zwei Kolonnen von Barcelona nach Saragossa auf: Die erste Kolonne führte der Anarchist Durruti, die zweite Kolonne befehligte Major Pérez Farras. Beiden Kolonnen gelang es aber nicht, Saragossa für die Republikaner einzunehmen. Zwischen August und September 1937 versuchten die Republikaner erneut während der Schlacht von Belchite, Saragossa einzunehmen. Die Einnahme der Stadt Saragossa wäre für die Republikaner nicht nur ein symbolischer Akt gewesen, sondern Saragossa war auch das Kommunikationszentrum der Nationalisten in der Region. Durch die Nachführung nationalistischer Truppen von Madrid konnten diese die Einnahme verhindern. Während des Bürgerkrieges wurden auf den Friedhof Cementerio de Torrero nachweislich 3543 Republikaner ermordet, die zwischen 13 und 84 Jahre alt waren Das letzte Massengrab wurde 1979 an einer Rückwand des Friedhofes gefunden.
Als Spanien nach dem Tod des Diktators Francisco Franco 1975 im Zuge der Transición schon auf gutem Weg war, schlugen rechte Militärs im Putsch vom 23. Februar 1981 erneut zu, scheiterten nun jedoch. In den Straßen Saragossas demonstrierten wenige Tage später über 100.000 Menschen für die Demokratie. Auch der Besuch von Johannes Paul II. Ende 1982 zog viele Menschen an, eher aus dem konservativen Teil der Gesellschaft. 

### 21. Jahrhundert
Am 16. Dezember 2004 entschieden die Delegierten des Bureau International des Expositions in Paris, dass Saragossa die Expo 2008 (Weltausstellung) ausrichten durfte. Saragossa setzte sich gegen Triest und Thessaloniki durch. 2011 gehörte Saragossa zu den sechs spanischen Kandidaten in der engeren Wahl für den Titel der Kulturhauptstadt Europas 2016, der letztlich an Donostia-San Sebastián vergeben wurde.

## Kultur und Sehenswürdigkeiten

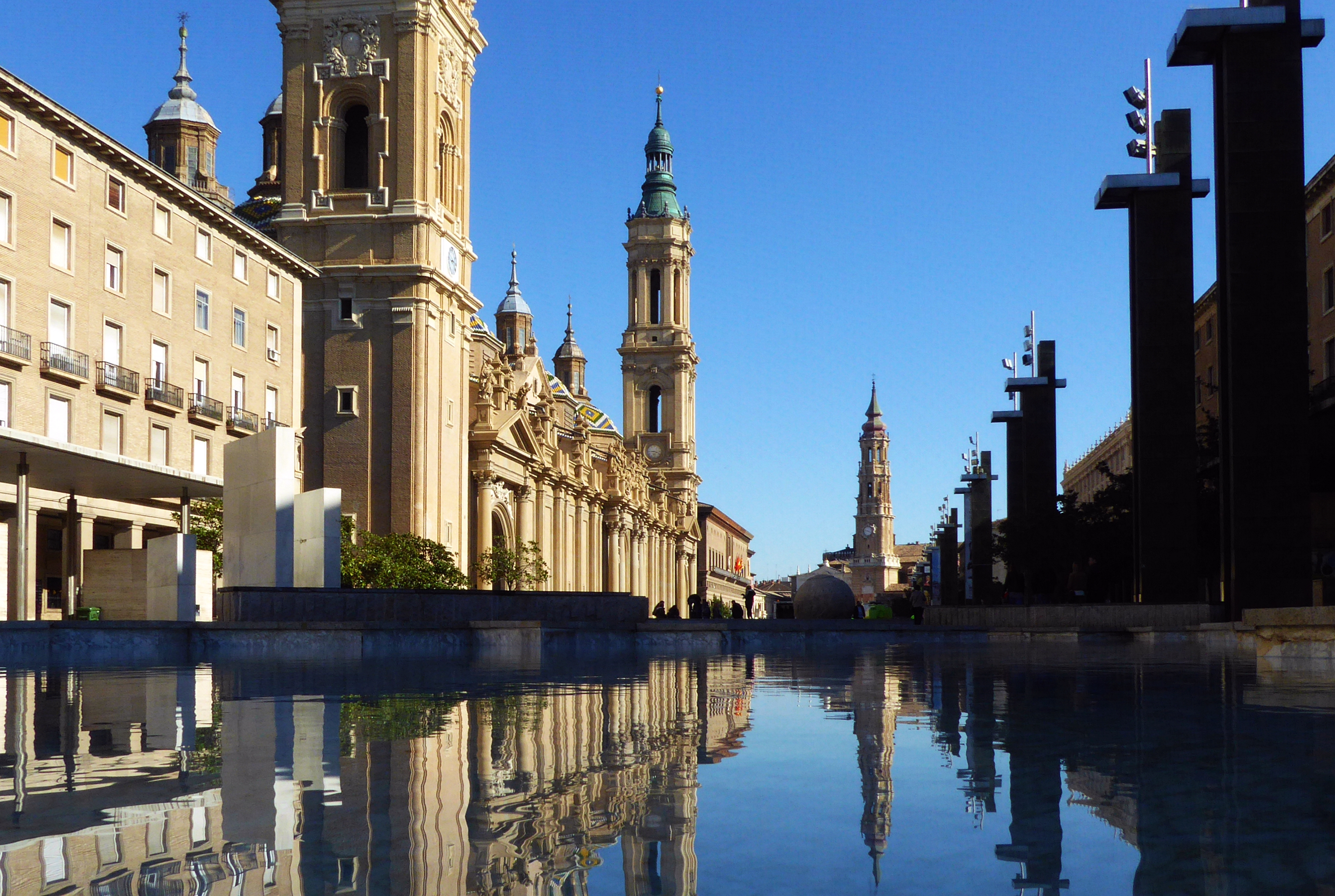
Plaza del Pilar – mittig: Catedral de El Salvador de la Seo (1345–1704), links mittig: Basílica de Nuestra Señora del Pilar (1754) links dahinter La Lonja de Zaragoza (1551) das erste Rathaus als das wichtigste Renaissancegebäude in ganz Aragonien

Das Stadtbild ist eine Mischung zwischen alt und modern, im Stadtkern liegt die Altstadt (casco viejo). Wie in einigen spanischen Städten verfällt der historische Stadtkern zusehends, da viele Einwohner Saragossas aus der Innenstadt in modernere Wohnanlagen am Stadtrand gezogen sind. Am Wochenende wird der Stadtkern mit seinen zahlreichen Bars in hohem Maße von Touristen besucht.
Am nördlichen Ende der Altstadt liegt das Wahrzeichen der Stadt, die Basílica del Pilar. Sie ist das größte barocke Bauwerk Spaniens, das zu Ehren der Jungfrau Maria erbaut wurde. In ihr steht ein Pfeiler (span. el pilar), auf dem die Jungfrau Maria dem Apostel Jakobus erschienen sein soll. Vor dem Bauwerk liegt ein beeindruckender Platz, die Plaza del Pilar. Direkt neben diesem steht die fünfschiffige spätgotische Catedral de la Seo, die älteste Kirche Saragossas.
Auch das größte Fest der Stadt findet zu Ehren Unserer Lieben Frau auf dem Pfeiler statt. Das Fest zieht Besucher aus ganz Spanien an und findet seinen Höhepunkt am 12. Oktober, der auch Nationalfeiertag in Spanien ist. Es werden der Jungfrau Maria zu Ehren in einer beeindruckenden Zeremonie Blumenteppiche und Blumengestecke auf dem Platz vor der Basílica del Pilar niedergelegt.
Ein beeindruckendes Beispiel der Mudejar-Gotik bildet Iglesia de San Miguel de los Navarros.
Nach der Basilica del Pilar ist noch der Aljafería-Palast beeindruckend. Er wurde im 11. Jahrhundert auf Befehl von Abū Dschaʿfar Ahmad I. ibn Sulaimān ibn Hūd, Muqtadir (regiert von 1046 bis 1081/1082), der maurischen Dynastie der Banu Hūd erbaut und trägt seinen Namen: (Qasr) al-Dschaʿfariyya. Später wurde er von den Königen Aragoniens genutzt und ab 1488 mit reich dekorierten Räumen erweitert. Später wurde hier eine Kaserne eingerichtet. Heute dient er als Sitz des Regionalparlaments von Aragonien und als Museum. Die Aljafería ist das einzige umfangreich erhaltene maurische Bauwerk in Saragossa. Der französische Orientalist Pierre Guichard ist der Auffassung, dass die Eroberung Saragossas durch die Christen den Palast vor der Zerstörung durch nachfolgende maurische Dynastien bewahrt habe.
Nicht weit von der Basilica del Pilar steht die Börse (La Lonja), ein zwischen 1541 und 1551 unter Gil Morlanes und Juan de Sariñena erbauter, walmdachgedeckter Block, dessen Innenraum eine hohe Halle bildet, in dem schlanke Renaissancepfeiler ein spätgotisches Rippengewölbe tragen. Die Kirche Iglesia de San Gil Abad aus dem 16. Jh. erfuhr mehrfach bauliche Veränderungen. Auf der alten Stadtmauer wurde 1909 die Markthalle im Stil des Historismus errichtet. Interessant sind die vielen noch benutzten Wohnhöhlen des im Norden gelegenen Stadtteils Juslibol sowie ein Galalcho de Juslibol genanntes Feuchtgebiet in einem alten Flussarm des Ebro.
Die 1764 erbaute Plaza de Toros de Zaragoza ist die zweitälteste Stierkampfarena Spaniens.
Das zum Gedenken der gefallenen italienischen Bürgerkriegsteilnehmer errichtete Mausoleum San Antonio de Padua wurde 1945 eröffnet.

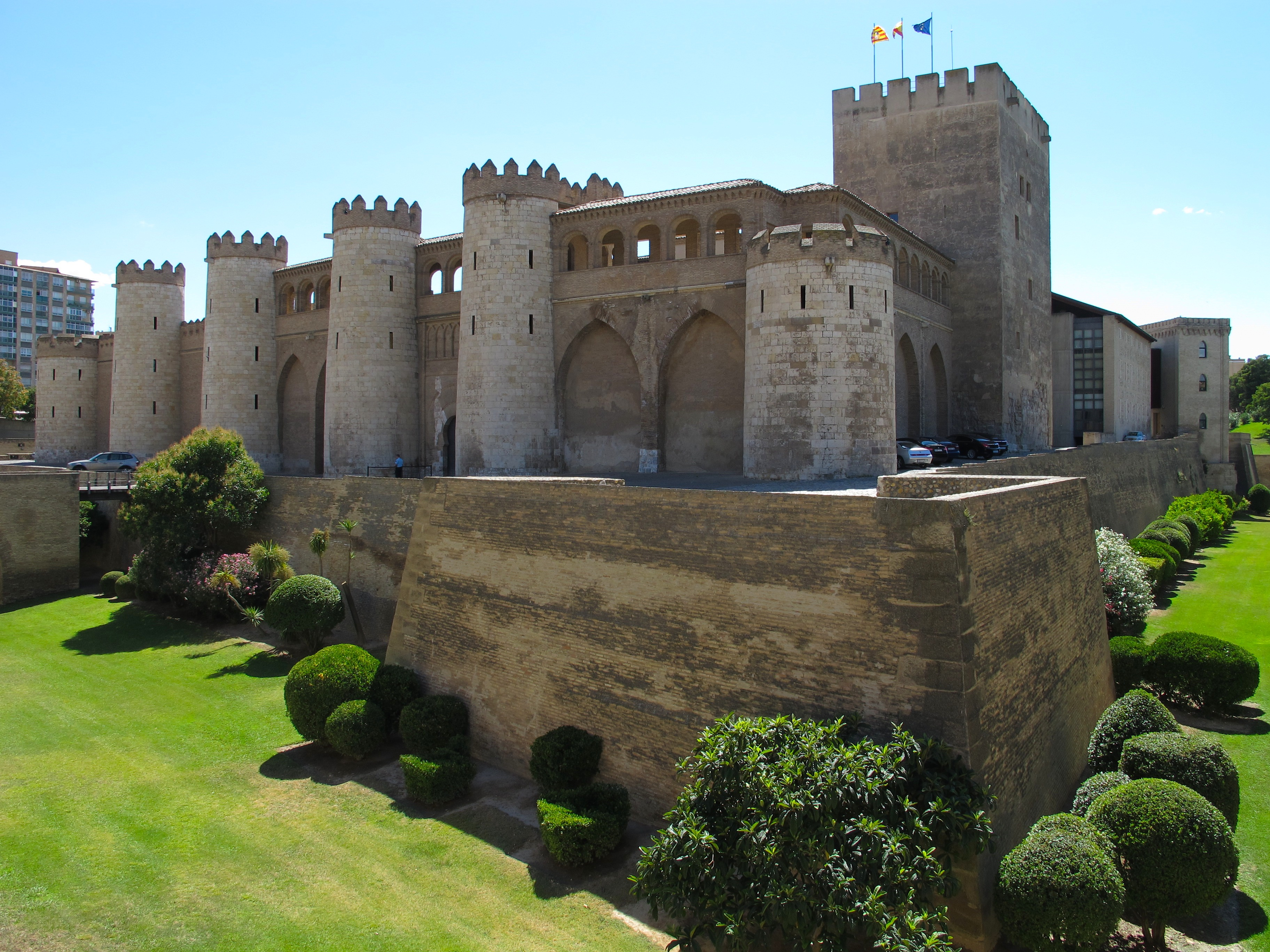
Der Palacio de la Aljafería mit rekonstruierter maurischer Festungsmauer
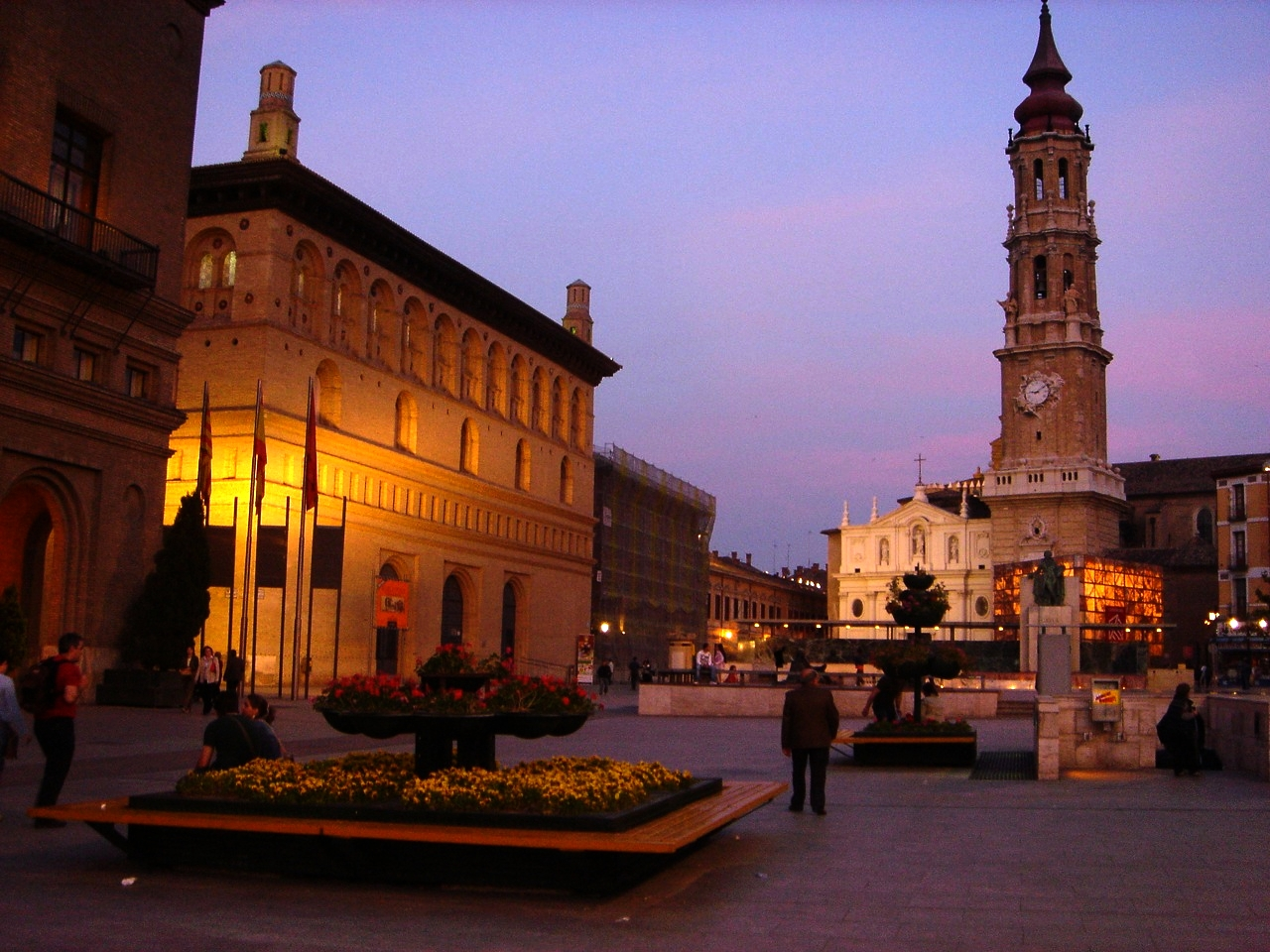
Börse und Alte Kathedrale (auch la Seo genannt)
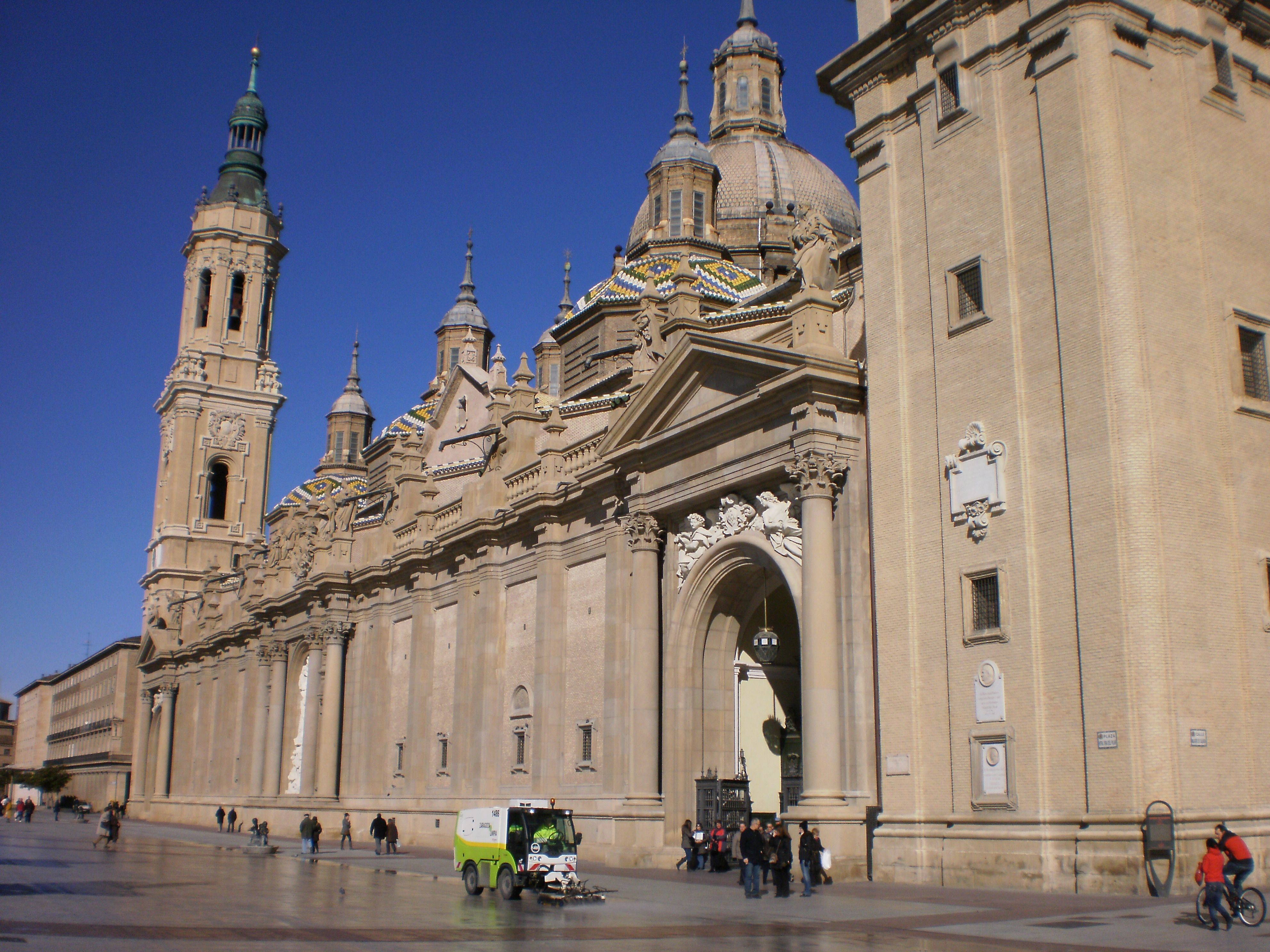
Die Basilika Nuestra Señora del Pilar, 14.–18. Jahrhundert
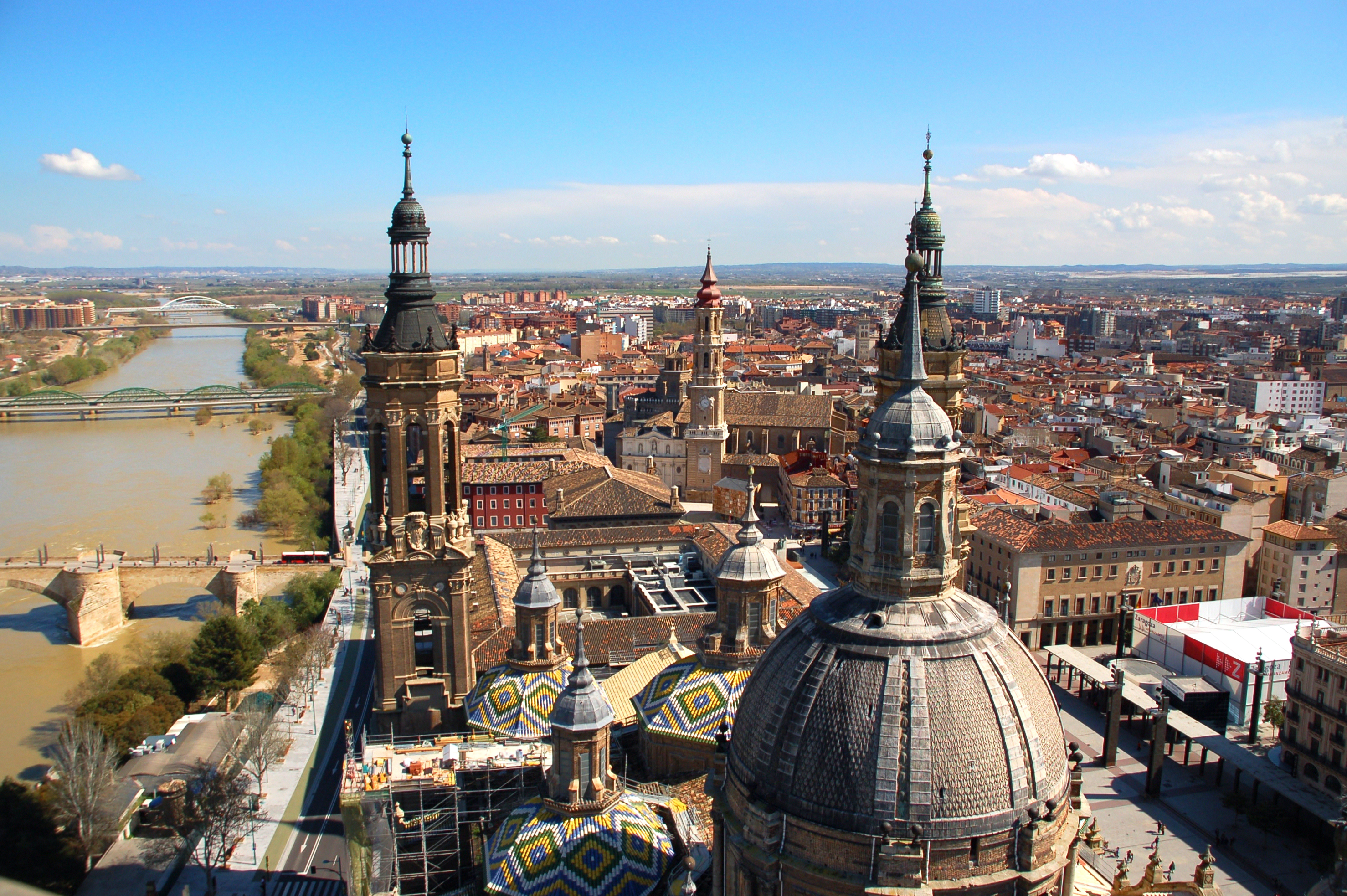
Blick von der Basilica über die Stadt mit dem Ebro und der Puente de Piedra

## Sport

### Fußball
Die Stadt hat mit Real Saragossa, 1932 gegründet, einen auch international bekannten Fußballverein. Zweimal konnte der Club einen Europapokal gewinnen: 1995 den Europapokal der Pokalsieger und bereits 1964 den Messepokal, einen Vorläufer der heutigen Europa League. Sechsmal gewann Real Saragossa den nationalen spanischen Pokalwettbewerb. Der Verein spielte in der Vergangenheit meist in der Primera División, der höchsten spanischen Spielklasse, stieg zwischenzeitlich aber auch immer wieder in die Zweitklassigkeit ab, der er auch seit 2013 angehört. Spielstätte des Vereins ist das recht zentral am Rande der Innenstadt gelegene Estadio La Romareda, das knapp 35.000 Zuschauern Platz bietet. Dort wurden bei der Weltmeisterschaft 1982 drei Vorrundenspiele ausgetragen, zudem war das Stadion auch Austragungsort einiger Fußballspiele im Rahmen der Olympischen Sommerspiele 1992 in Barcelona.

### Rugby Union
Saragossa war einer der Austragungsorte bei der Frauen-Rugby-Union-Weltmeisterschaft 2002.

## Städtepartnerschaften
Saragossa ist durch Städtepartnerschaften verbunden mit:
- Pau, Region Nouvelle-Aquitaine, Frankreich
- Biarritz, Region Nouvelle-Aquitaine, Frankreich
- Zaragoza, Guatemala
- La Plata, Argentinien, seit 1990
- León, Nicaragua
- Bethlehem, Palästina
- Tijuana, Mexiko
- Móstoles, Spanien
- Ponce, Puerto Rico
- Coimbra, Portugal
- Barnaul, Russland

Spezielle Vereinbarungen über Zusammenarbeit gibt es mit Toulouse in Frankreich, Mostar in Bosnien-Herzegowina, Tirana in Albanien, Yulin in China und Ploiești in Rumänien. Zudem ist Saragossa Mitglied des Bundes der europäischen Napoleonstädte.

## Söhne und Töchter der Stadt
- Ibn Baddscha (≈ 1095–1138), Philosoph und Universalgelehrter
- Abraham Abulafia (1240–1291/92), Kabbalist und Mystiker
- Elisabeth von Portugal (1271–1336), Prinzessin von Aragonien und Königin von Portugal
- Sebastián Aguilera de Heredia (1561–1627), Organist und Komponist
- Martín Zapater (1747–1803), Kaufmann aus Aragonien und ein Mann der Aufklärung
- María Andrea Casamayor (1720–1780), Mathematikerin und Lehrerin
- Francisco Ballesteros (1770–1832), General
- Roberto Prádez y Gautier (1772–1836), Künstler und Lehrer für Taubstumme
- José de Palafox y Melci (1775–1847), General und Verteidiger Saragossas während der Napoleonischen Kriege
- Agustina de Aragón (1786–1857), Freiheitskämpferin in den Napoleonischen Kriegen
- Tomás Genovés y Lapetra (1805–1861), Opern- und Zarzuelakomponist
- Mariano de Cavia (1855–1920), Journalist
- Feliciano Gascon (1859–1920), Gitarrist und Pianist
- Paquita Escribano (um 1890–um 1970), Sängerin
- Amparo Poch y Gascón (1902–1968), Medizinerin, Publizistin, Anarchistin und Syndikalistin
- Plácido Domingo Ferrer (1907–1987), Zarzuelasänger (Bariton)
- Ángel Sanz Briz (1910–1980), Diplomat, Gerechter unter den Völkern
- Fernando Sancho (1916–1990), Schauspieler
- Pilar Lorengar (1928–1996), Sopranistin
- José Luis Borau (1929–2012), Filmregisseur
- Jesús Díez del Corral (1933–2010), Schachspieler
- Lorenzo Alocén (1937–2022), Basketballspieler
- Carlos Lapetra (1938–1995), Fußballspieler
- César Alierta (1945–2024), Manager
- Pilar Bayona (* 1947), Schauspielerin
- Inés Ayala Sender (1957–2024), Politikerin (PSOE)
- Víctor Muñoz (* 1957), Fußballspieler und -trainer
- Juan Antonio San Epifanio (* 1959), Basketballspieler
- Ignacio Martínez de Pisón (* 1960), Schriftsteller und Drehbuchautor
- Fernando Simón (* 1963), Epidemiologe
- Pablo Blanco Sarto (* 1964), römisch-katholischer Theologe
- Fernando Bolea (1965–2024), Handballspieler und -trainer
- Fernando de Felipe (* 1965), Comic- und Drehbuchautor
- Francisco Villarroya (* 1966), Fußballspieler
- Enrique Bunbury (* 1967), Rocksänger
- Alberto Belsué (* 1968), Fußballspieler
- Ernesto Jesús Brotóns Tena (* 1968), römisch-katholischer Bischof von Plasencia
- Pablo Alfaro (* 1969), Fußballspieler
- Mark Consuelos (* 1971), Schauspieler
- Carlos Clos Gómez (* 1972), Fußballschiedsrichter
- David Cañada García (1975–2016), Radrennfahrer
- Luis Carlos Cuartero (* 1975), Fußballspieler
- José Miguel Elías (* 1977), Radrennfahrer
- Isabel García Muñoz (* 1977), Politikerin
- Irene Vallejo (* 1979), Literaturwissenschaftlerin und Schriftstellerin
- Rubén Gracia Calmache (* 1981), Fußballspieler
- Marc Langebeck (* 1982), Veranstaltungsmoderator, Fernsehmoderator und -darsteller
- Isabel Macías (* 1984), Mittelstreckenläuferin
- Antonio Abadía (* 1990), Langstreckenläufer
- Irene X (* 1990), Dichterin
- Diego Domínguez (* 1991), Schauspieler, Tänzer und Sänger
- Andrea Blas (* 1992), Wasserballspielerin
- Óscar Whalley (* 1994), Fußballspieler
- Marta Cardona (* 1995), Fußballspielerin
- Mapi León (* 1995), Fußballspielerin
- Irene Burillo Escorihuela (* 1997), Tennisspielerin
- Jesús Vallejo (* 1997), Fußballspieler
- Manu Morlanes (* 1999), Fußballspieler
- Sara Vidorreta (* 1999), Schauspielerin
- Roberto López (* 2000), Fußballspieler
- Carlota Martínez Círez (* 2001), Tennisspielerin
- Salma Paralluelo (* 2003), Leichtathletin und Fußballspielerin
- Aday Mara (* 2005), Basketballspieler
- Eliezer Mayenda (* 2005), Fußballspieler

Weitere Ereignisse:
- Die Rockband Héroes del Silencio wurde 1984 in Saragossa gegründet.
- Die Band Amaral wurde 1997 in Saragossa gegründet.